# セバスチャン・ノルブラン
セバスチャン・ノルブラン（Sébastien Louis Guillaume Norblin de la Gourdaine、1796年2月24日 - 1884年8月18日）はフランスの画家である。

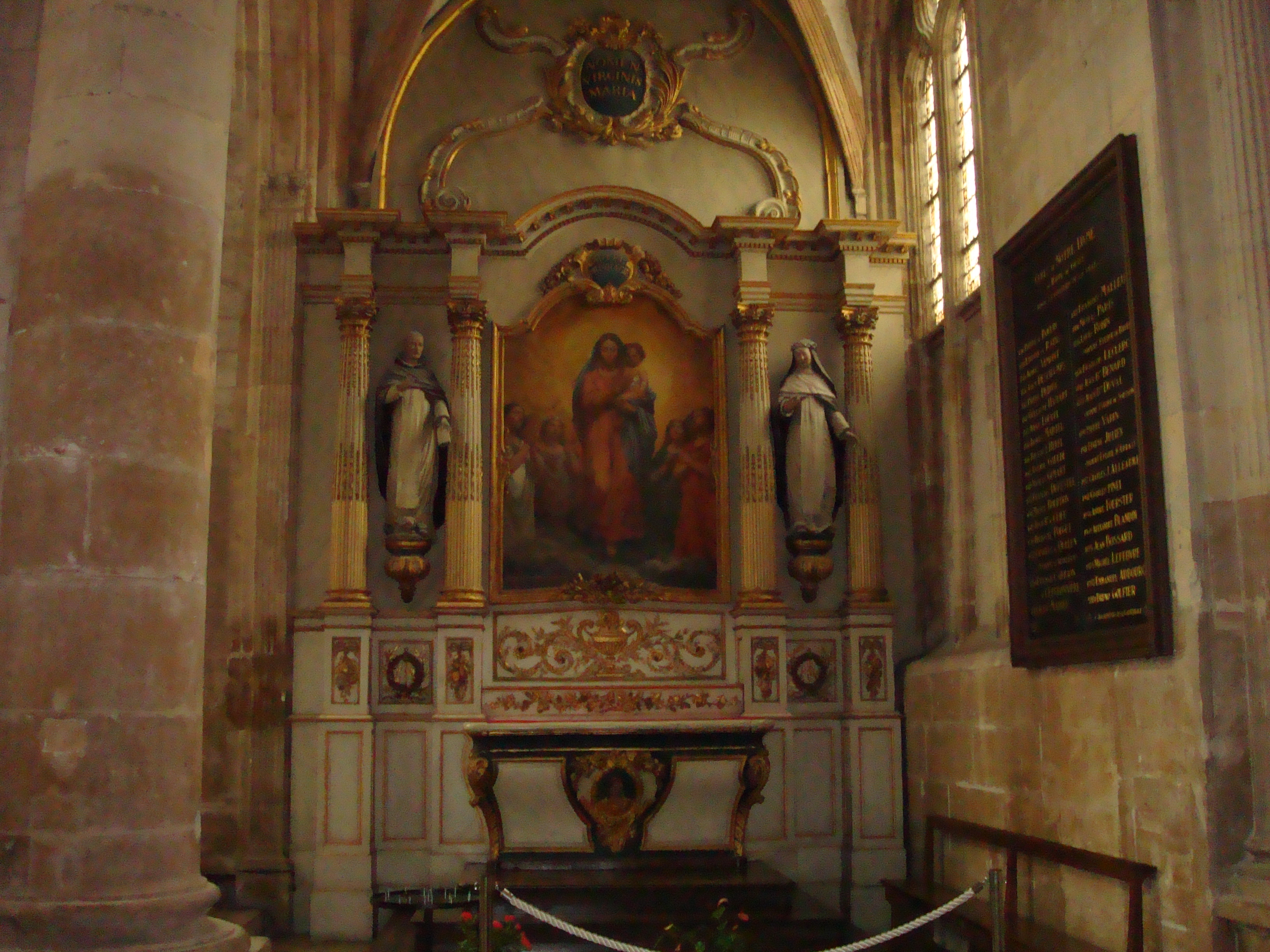
ル・アーブルのノートルダム聖堂のノルブランの装飾画

## 略歴
現在のポーランドのワルシャワで生まれた。父親のジャン＝ピエール・ノルブラン・ド・ラ・グルデーヌはフランス生まれの画家で、ポーランドの大貴族、チャルトリスキ侯爵のもとで働き、ワルシャワに美術学校を開いた人物である。後妻の子で、義理の兄弟に音楽家の Louis Norblinと彫刻家のAlexandre-Jean-Constantin Norblinがいる。
1804年にパリに移り、フランソワ＝アンドレ・ヴァンサンが校長を務めるパリの美術学校でメリー＝ジョゼフ・ブロンデルやジャン＝バプティスト・ルニョーに学び、1825年にローマ賞を受賞し、1826年から1830年まで在ローマ・フランス・アカデミーで修行し、さらに2年間、イタリアに滞在した。
パリに戻った後、エコール・デ・ボザールで教えた。教えて学生にはアレクサンドル・アンティーニャらがいる。
7月王政からフランス第二帝政の時代を通じて、歴史画や宗教画を描き、教会の装飾画も描いた。

## 作品

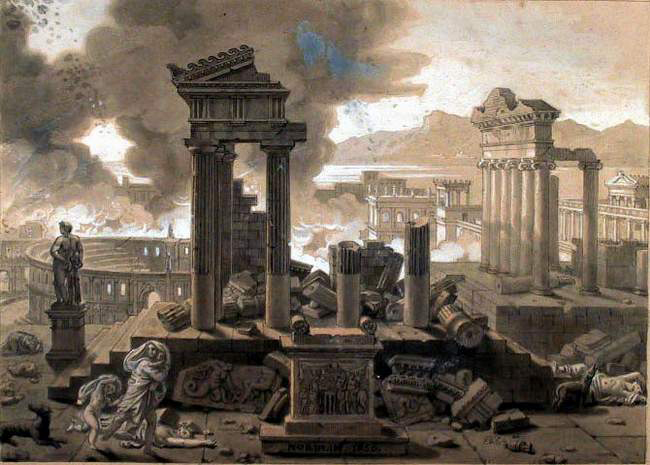
ベスビオ火山の噴火によって破壊されたヘルクラネウム
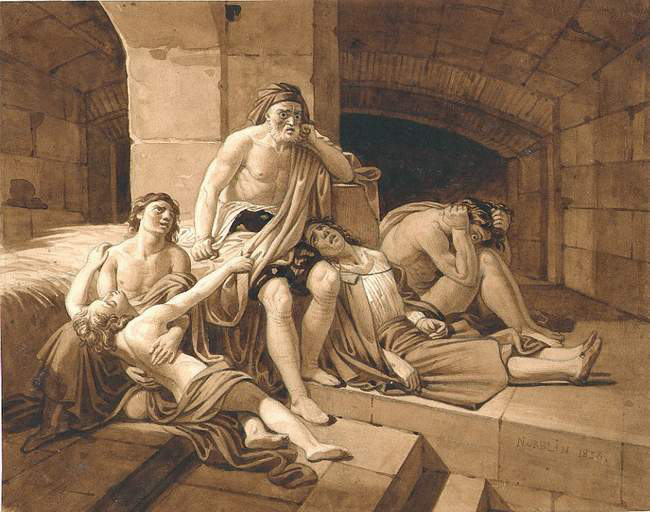
ウゴリーノと息子たちの死
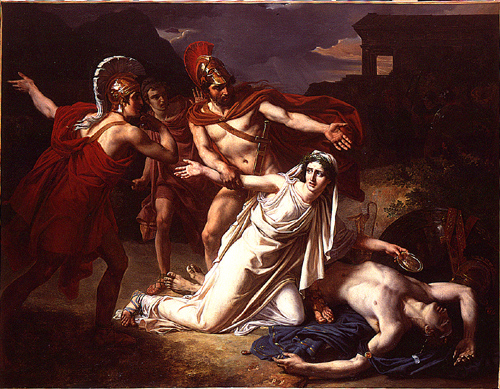
ポリュネイケースを埋葬するアンティゴネー
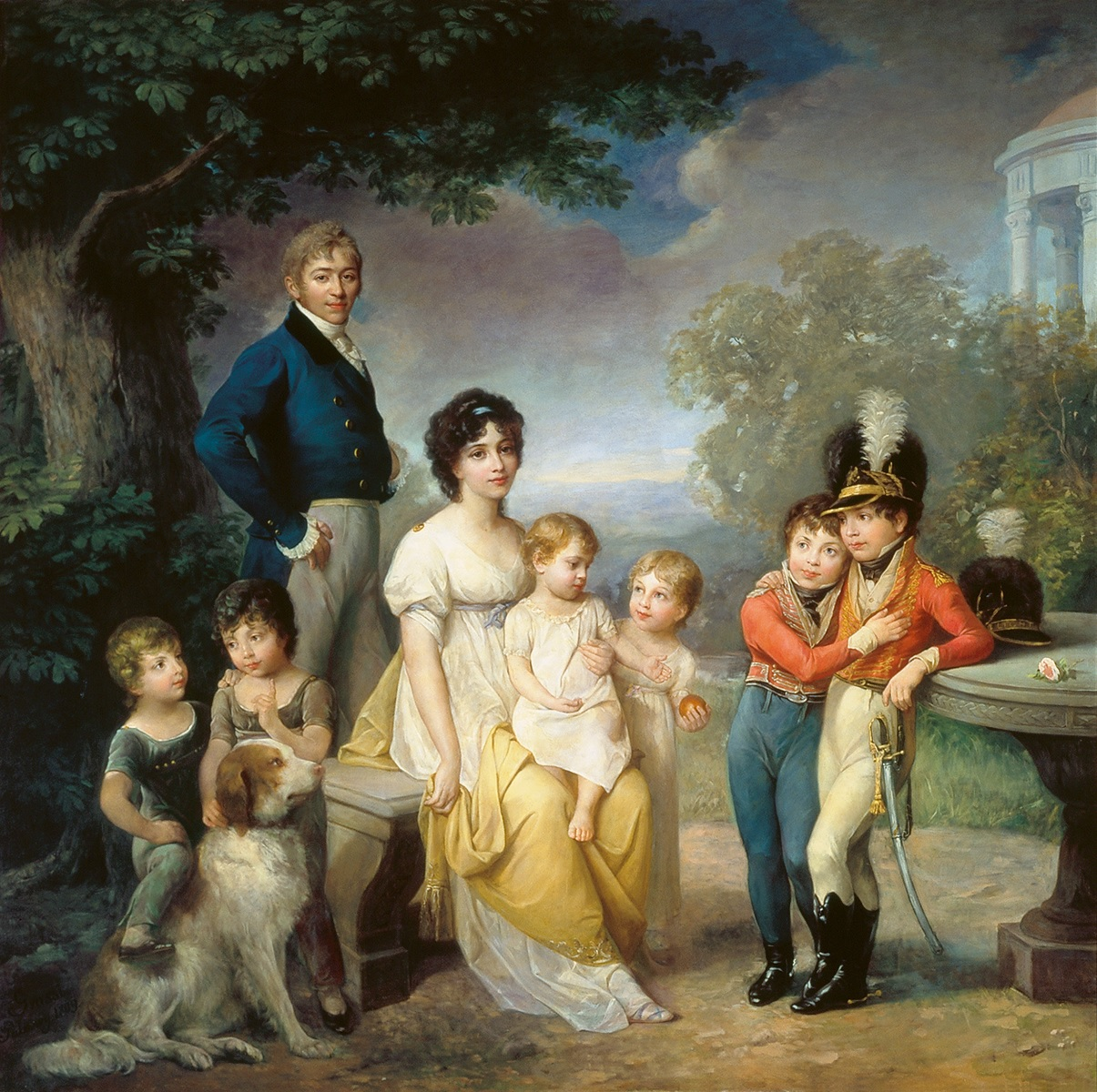
ポーランド貴族の家族